# Lilian Laslandes
 (août 2024).
Si vous disposez d'ouvrages ou d'articles de référence ou si vous connaissez des sites web de qualité traitant du thème abordé ici, merci de compléter l'article en donnant les références utiles à sa vérifiabilité et en les liant à la section « Notes et références ».
Lilian Laslandes, né le 4 septembre 1971 à Pauillac (Gironde), est un footballeur professionnel français reconverti comme entraîneur. Il a joué 407 matchs de Ligue 1 et a marqué 126 buts.

## Biographie

### Les débuts et l'ascension à Auxerre
Lilian Laslandes fait ses premiers pas de footballeur en foulant les pelouses des clubs amateurs de la Gironde sous les maillots de Pauillac puis Mérignac. En 1991, Saint-Seurin, petit club de Division 2, lui offre la possibilité d'intégrer le monde professionnel. Il achève la saison en marquant à dix reprises, ce qui lui vaut d'être convoité par quelques clubs de l'élite. Approché par les Girondins de Bordeaux, il choisit finalement l'AJ Auxerre. Il joue ainsi son premier match de Division 1 le 8 août 1992 au stade Félix-Bollaert contre le RC Lens et conclut la saison avec un total de neuf réalisations pour dix-neuf rencontres disputées.
Lilian se montre régulier dans ses performances et découvre la coupe d'Europe, participant notamment à l'épopée de son club en Coupe de l'UEFA en 1993, s'achevant aux tirs au but en 1/2 finale. Après le doublé coupe-championnat en 1996, il dispute sa dernière saison avec l'AJ Auxerre, découvrant la Ligue des champions lors de cette saison 1996-1997, aventure s'achevant en 1/4 de finale contre le futur vainqueur de l'épreuve, le Borussia Dortmund (1-3 puis 0-1). D'ailleurs, lors du match aller de cette double confrontation, il marque d'un retourné acrobatique magnifique. Mais le but, a priori valable, sera refusé pour « jeu dangereux »,,.
Il reste donc dans le club bourguignon durant cinq saisons, remportant un championnat en 1996 et deux Coupes de France en 1994 et en 1996. Excellent joueur de pivot et doté d'un très bon jeu de tête, il est pourtant victime des sifflets du stade de l'Abbé-Deschamps, qui critique son manque de technique et sa maladresse. Très sévère pour un joueur qui a trouvé le chemin des filets à quarante-neuf reprises au total.

### La confirmation à Bordeaux
Après son expérience auxerroise, Lilian Laslandes signe en 1997 un contrat pour rejoindre les Girondins de Bordeaux ; il y reste quatre années couronnées là encore de nombreux buts et d'un nouveau titre de champion de France en 1999, arraché in-extremis aux dépens de l'Olympique de Marseille. Il forme alors avec son compère Sylvain Wiltord un duo d'attaque redoutable.

### L'exil raté et le retour en France
Après une dernière saison difficile, il part à Sunderland en Angleterre (transfert de 6,1 M€). Venu remplacer le buteur vedette Niall Quinn, il connaît un échec cuisant en n'y inscrivant qu'un seul but en coupe durant les six mois qu'il y reste. Au mercato, il est prêté au FC Cologne en Allemagne mais là encore, il ne s'y impose pas.
Il revient en France au SC Bastia et, associé à l'international français Florian Maurice en attaque, il retrouve la confiance du buteur. L'année d'après, il défend les couleurs de l'OGC Nice, club avec lequel il réussit dix buts. Par la suite, il retourne aux Girondins de Bordeaux afin d'apporter son expérience à une équipe relativement jeune. Le temps d'inscrire neuf nouveaux buts en deux saisons et demie et Lilian fait le chemin inverse en janvier 2007. Ainsi, il est prêté à l'OGC Nice, dont il contribue grandement à assurer le maintien.
En cette saison 2007-2008, Lilian Laslandes a inscrit deux buts, un face au Paris SG sur un centre de David Hellebuyck, puis dans la foulée à Monaco où il égalise durant les arrêts de jeu sur un ciseau aux dix-huit mètres. Remis d'une petite lésion musculaire à la cuisse droite, Laslandes fait son retour sur les terrains le 23 février 2008 face à l'AJ Auxerre, son ancien club. Il dispute à cette occasion son 400e match parmi l'élite, ce qui en fait le troisième joueur en activité le plus expérimenté de la Ligue 1, derrière Grégory Coupet et Mickaël Landreau.
En septembre 2016, il joue dans l'équipe 1 du club Pointe du Médoc, Ligue d'Aquitaine, en Régional 3.
En 2022, le magazine So Foot le classe dans le top 1000 des meilleurs joueurs du championnat de France, à la 112e place.

### En équipe de France
Lilian Laslandes est convoqué pour la première fois en équipe de France à l'occasion d'un match amical contre l'Écosse le 12 novembre 1997,. Titulaire, il joue 71 minutes avant d'être remplacé par Youri Djorkaeff.
Il n'est pas retenu pour la Coupe du monde 1998, le sélectionneur Aimé Jacquet lui préférant Stéphane Guivarc'h.
Il retrouve les Bleus juste après le Mondial, en août 1998, le nouveau sélectionneur Roger Lemerre faisant appel à lui pour un match amical en Autriche. Titulaire, il marque son premier but en reprenant de la tête un centre de Bixente Lizarazu.
Il est de nouveau titularisé le 7 septembre 1998 face à l'Islande, lors de la première journée des éliminatoires de l'Euro 2000. Il doit attendre pratiquement un an avant de retrouver l'équipe de France : il est convoqué par Roger Lemerre pour affronter l'Irlande du Nord en amical. Titulaire, il joue 77 minutes et inscrit le seul but du match à la 67e minute en reprenant d'un tir croisé à ras de terre un centre en retrait de Lilian Thuram.

### Handball
Le 7 novembre 2008, il s'engage comme handballeur aux Girondins de Bordeaux HBC après son départ du club de football de l'OGC Nice. Il joue huit mois au handball avant d'arrêter la compétition.

### Reconversion
Après sa carrière, Lilian Laslandes devient le directeur sportif des jeunes au Stade bordelais.
En 2015, il devient entraîneur responsable des attaquants des Chamois niortais,.
En 2017, il devient entraîneur du FC Médoc Côte d'Argent évoluant en Régional 2 (sixième niveau du football français).
Le 29 janvier 2024, l'entraineur du SC Bastia (Ligue 2), Régis Brouard, est remercié par son club. Lilian Laslandes (entraîneur des attaquants de l'équipe première et de ceux de l’académie du club) est nommé pour assurer l’intérim au côté de Michel Moretti, entraineur de l'équipe réserve (évoluant en National 3).

## Style du joueur
Celui qu'on surnomma le "grand blond" fut un joueur athlétique, marqué par une hauteur d'épaules importante. Ses qualités de finisseur et de passeur (plus de 50 passes décisives en championnat selon l'hebdomadaire France Football, devant Vikash Dhorasoo et Yann Lachuer) firent le bonheur d'Auxerre et des Girondins de Bordeaux dont l'association avec Sylvain Wiltord les conduisit au titre de champion de France en 1999.
Joueur de fixation, puissant avant-centre, il était agressif et bénéficiait d'un bon jeu de tête ainsi que des deux pieds. Il compensait son manque de vitesse par un placement idéal.

## Palmarès

### En club
- Champion de France en 1996 avec l'AJ Auxerre et en 1999 avec les Girondins de Bordeaux
- Vainqueur de la Coupe de France en 1994 et en 1996 avec l'AJ Auxerre
- Vice-champion de France en 2006 avec les Girondins de Bordeaux
- Finaliste de la Coupe de la Ligue en 1998[23] avec les Girondins de Bordeaux
- Vainqueur de la Coupe Albert François du District Gironde Atlantique en 2009 avec la Pointe du Médoc

## Statistiques

### En club
| Saison            | Club                  | Pays | Championnat    | Championnat | Championnat | Coupe(s) Nationale(s) | Coupe(s) Nationale(s) | Coupe d’Europe | Coupe d’Europe | Coupe d’Europe | France | France | TOTAL  | TOTAL |
| Saison            | Club                  | Pays | Division       | Matchs      | Buts        | Matchs                | Buts                  | Coupe          | Matchs         | Buts           | Matchs | Buts   | Matchs | Buts  |
| ----------------- | --------------------- | ---- | -------------- | ----------- | ----------- | --------------------- | --------------------- | -------------- | -------------- | -------------- | ------ | ------ | ------ | ----- |
| 1991 - 1992       | AS Saint-Seurin       |      | Division 2     | 33          | 10          | 0                     | 0                     | -              | -              | -              | -      | -      | 33     | 10    |
| 1992 - 1993       | AJ Auxerre            |      | Division 1     | 19          | 9           | 1                     | 0                     | C3             | 4              | 1              | -      | -      | 24     | 10    |
| 1993 - 1994       | AJ Auxerre            |      | Division 1     | 19          | 5           | 2                     | 1                     | C3             | 1              | 0              | -      | -      | 22     | 6     |
| 1994 - 1995       | AJ Auxerre            |      | Division 1     | 26          | 11          | 3                     | 0                     | C2             | 6              | 0              | -      | -      | 35     | 11    |
| 1995 - 1996       | AJ Auxerre            |      | Division 1     | 34          | 12          | 6                     | 3                     | C3             | 4              | 0              | -      | -      | 44     | 15    |
| 1996 - 1997       | AJ Auxerre            |      | Division 1     | 27          | 10          | 4                     | 2                     | C1             | 5              | 1              | -      | -      | 36     | 13    |
| 1997 - 1998       | Girondins de Bordeaux |      | Division 1     | 33          | 14          | 7                     | 2                     | C3             | 2              | 0              | 1      | 0      | 43     | 16    |
| 1998 - 1999       | Girondins de Bordeaux |      | Division 1     | 33          | 15          | 2                     | 0                     | C3             | 8              | 0              | 2      | 1      | 45     | 16    |
| 1999 - 2000       | Girondins de Bordeaux |      | Division 1     | 31          | 14          | 7                     | 4                     | C1             | 10             | 1              | 4      | 2      | 52     | 21    |
| 2000 - 2001       | Girondins de Bordeaux |      | Division 1     | 22          | 4           | 1                     | 0                     | C3             | 8              | 3              | -      | -      | 31     | 7     |
| 2001 - janv. 2002 | Sunderland            |      | Premier League | 12          | 0           | 1                     | 1                     | -              | -              | -              | -      | -      | 13     | 1     |
| fèv. 2002 - 2002  | FC Cologne            |      | Bundesliga     | 4           | 0           | 2                     | 0                     | -              | -              | -              | -      | -      | 6      | 0     |
| 2002 - 2003       | SC Bastia             |      | Ligue 1        | 30          | 8           | 2                     | 0                     | -              | -              | -              | -      | -      | 32     | 8     |
| 2003 - 2004       | OGC Nice              |      | Ligue 1        | 33          | 10          | 2                     | 0                     | CI             | 3              | 0              | -      | -      | 38     | 10    |
| 2004 - 2005       | Girondins de Bordeaux |      | Ligue 1        | 21          | 6           | 2                     | 1                     | -              | -              | -              | -      | -      | 23     | 7     |
| 2005 - 2006       | Girondins de Bordeaux |      | Ligue 1        | 28          | 2           | 4                     | 2                     | -              | -              | -              | -      | -      | 32     | 4     |
| 2006 - janv. 2007 | Girondins de Bordeaux |      | Ligue 1        | 11          | 1           | 1                     | 0                     | C1+C3          | 5+0            | 1+0            | -      | -      | 17     | 2     |
| janv. 2007 - 2007 | OGC Nice              |      | Ligue 1        | 16          | 3           | 1                     | 0                     | -              | -              | -              | -      | -      | 17     | 3     |
| 2007 - 2008       | OGC Nice              |      | Ligue 1        | 24          | 2           | 3                     | 0                     | -              | -              | -              | -      | -      | 27     | 2     |
|                   |                       |      | TOTAL          | 456         | 136         | 51                    | 16                    | -              | 56             | 7              | 7      | 3      | 570    | 162   |

Bilan
- 407 matchs et 126 buts en Ligue 1
- 33 matchs et 10 buts en Ligue 2
- 12 matchs en Premier League
- 4 matchs en Bundesliga
- 20 matchs et 3 buts en Ligue des Champions
- 6 matchs en Coupe d'Europe des Vainqueurs de Coupe
- 27 matchs et 4 buts en Coupe de l'UEFA

### But internationaux
| 0   | Date             | Lieu                                   | Compétition                  | Résultat | Adversaire      | Détails | Détails       | Détails | Sél. |
| --- | ---------------- | -------------------------------------- | ---------------------------- | -------- | --------------- | ------- | ------------- | ------- | ---- |
| 1er | 19 août 1998     | Stade Ernst-Happel, Vienne, Autriche   | Match amical                 | N 2 - 2  | Autriche        | 16e     | de la tête    | 1-0     | 2e   |
| 2e  | 18 août 1999     | Windsor Park, Belfast, Irlande du Nord | Match amical                 | V 1 - 0  | Irlande du Nord | 67e     | du pied droit | 1-0     | 4e   |
| 3e  | 8 septembre 1999 | Stade Hrazdan, Erevan, Arménie         | Éliminatoires de l'Euro 2000 | V 3 - 2  | Arménie         | 74e     | du pied droit | 3-1     | 6e   |

### Matchs internationaux
| Matchs internationaux de Lilian Laslandes | Matchs internationaux de Lilian Laslandes | Matchs internationaux de Lilian Laslandes      | Matchs internationaux de Lilian Laslandes | Matchs internationaux de Lilian Laslandes | Matchs internationaux de Lilian Laslandes | Matchs internationaux de Lilian Laslandes                          |
| #                                         | Date                                      | Lieu                                           | Adversaire                                | Résultat                                  | Compétition                               | Notes                                                              |
| ----------------------------------------- | ----------------------------------------- | ---------------------------------------------- | ----------------------------------------- | ----------------------------------------- | ----------------------------------------- | ------------------------------------------------------------------ |
| 1                                         | 12 novembre 1997                          | Stade Geoffroy-Guichard, Saint-Étienne, France | Écosse                                    | V 2 - 1                                   | Match amical                              | Titulaire, remplacé par Youri Djorkaeff à la 71e minute.           |
| 2                                         | 19 août 1998                              | Stade Ernst-Happel, Vienne, Autriche           | Autriche                                  | N 2 - 2                                   | Match amical                              | Titulaire et buteur, remplacé par Florian Maurice à la 82e minute. |
| 3                                         | 5 septembre 1998                          | Laugardalsvöllur, Reykjavik, Islande           | Islande                                   | N 1 - 1                                   | Éliminatoires de l'Euro 2000              | Titulaire.                                                         |
| 4                                         | 18 août 1999                              | Windsor Park, Belfast, Irlande du Nord         | Irlande du Nord                           | V 1 - 0                                   | Match amical                              | Titulaire et buteur, remplacé par Tony Vairelles à la 77e minute.  |
| 5                                         | 4 septembre 1999                          | Olimpiski, Kiev, Ukraine                       | Ukraine                                   | N 0 - 0                                   | Éliminatoires de l'Euro 2000              | Entre en jeu à la place de Nicolas Anelka à la 52e minute.         |
| 6                                         | 8 septembre 1999                          | Stade Hrazdan, Erevan, Arménie                 | Arménie                                   | V 3 - 2                                   | Éliminatoires de l'Euro 2000              | Titulaire et buteur.                                               |
| 7                                         | 9 octobre 1999                            | Stade de France, Saint-Denis, France           | Islande                                   | V 3 - 2                                   | Éliminatoires de l'Euro 2000              | Titulaire, remplacé par David Trezeguet à la 64e minute.           |